# Лёгочная чума
Лёгочная форма чумы является пневмонией (вызывается бактерией чумной палочки) и развивается при заражении человека воздушно-капельным путём его органов дыхания. Другой способ заражения — непосредственное занесение инфекции загрязнёнными руками или предметами (например, курительная трубка) на слизистые оболочки. Клинические данные указывают также на возможность заражения через конъюнктиву глаз.

## История
Различия клинических признаков бубонной и лёгочной чумы приводили к тому, что многие авторы независимо друг от друга высказывали мысль, что это разные эпидемические заболевания. Диагностика лёгочной чумы по одним только клиническим признакам — и в наше время дело непростое и неоднозначное (надёжные результаты дает только серологический или бактериологический анализ). Поэтому при анализе исторических документов за клинический признак лёгочной чумы берётся такой бросающийся в глаза симптом, как кровохаркание.
Юстинианова чума унесла 100 миллионов жизней — больше, чем все последующие эпидемии, но ни один из современников этой пандемии кровохаркание не упомянул.
Во времена «чёрной смерти» упоминания о кровохаркании уже многочисленны, что говорит о том, что в те времена лёгочная чума уже свирепствовала.
В XV—XVI столетия лёгочная чума постепенно исчезла, хотя бубонная чума продолжала свирепствовать.
Таким образом, не удивительно утверждение историка Н. И. Костомарова о том, что во времена Дмитрия Донского «свирепствовало разом несколько эпидемических болезней» — при жизни Н. И. Костомарова (1817—1885) лёгочная чума уже много столетий не случалась и была прочно забыта.
Вновь появилась лёгочная чума лишь в XIX столетии во время третьей пандемии, и поначалу только в Азии. Тогда же был открыт возбудитель чумы и установлено, что клиническая форма чумы зависит от пути заражения.

## Течение болезни
Для лёгочной формы характерно развитие в лёгких очагов воспаления в качестве первичных симптомов заболевания чумой.
Существует две стадии лёгочной чумы:
- Первой стадии характерно преобладание общих чумных симптомов, во второй стадии лёгочной формы присутствуют резкие изменения лёгких больного. В данной форме болезни присутствует период лихорадочного возбуждения, период разгара болезни и терминальный период с прогрессирующей одышкой и комой.
- Наиболее опасен период, для которого характерно выделение во внешнюю среду микробов — второй период заболевания, имеющий критическое эпидемическое значение. В первые сутки болезни у пациента лёгочной формой чумы фиксируют озноб, головные боли, боли в пояснице, конечностях, слабость, часто тошноту и рвоту, покраснение и одутловатость лица, повышение температуры до отметок в 38 — 41 градус, боли и чувство сжатия в груди, затруднённость дыхания, беспокойность, учащённый и зачастую аритмичный пульс. Затем, как правило, присутствуют учащённое дыхание и одышка. В агональном периоде замечены поверхностное дыхание и резко выраженная адинамия. Фиксируется слабый кашель, мокрота содержит прожилки крови и значительное количество чумных микробов. При этом, изредка, мокрота отсутствует либо имеет нетипичный характер.

Для клиники чумной пневмонии характерна выраженная скудность объективных данных у больных, не сопоставимая с объективно тяжёлым состоянием пациентов, изменения лёгких практически отсутствуют либо незначительны на всех стадиях заболевания. Хрипы практически не прослушиваются, бронхиальное дыхание слышно лишь на ограниченных участках. При этом больные первичной лёгочной формой чумы без необходимого лечения погибают в течение двух-трёх дней, характерна абсолютная летальность (100 %) и стремительное течение заболевания.

## Симптомы
Инкубационный период лёгочной чумы длится от одного до трёх дней
У лёгочной чумы есть  резкое проявление гриппоподобных симптомов:
- Утомляемость
- Головная боль
- Рвота
- Лихорадка
- Озноб

Также возможны такие симптомы как: Нарушение сознания, увеличение печени и/или селезёнки

## Профилактика и лечение
Прививки живыми и убитыми противочумными вакцинами, эффективные против бубонной чумы, от лёгочной чумы не защищают. Первые вылеченные больные появились только с введением в практику стрептомицина.
Сравнительно низкий индекс репродукции (1,3) приводит к тому, что современные вспышки заболевания удаётся быстро погасить. Даже до изобретения антибиотиков и при ошибочной диагностике (в 1919 году в Окленде лёгочная чума была принята за тяжёлый грипп) изоляции больных и наблюдения за их контактами (с возможной изоляцией) оказывалось достаточно для предотвращения распространения болезни.

## Современная эпидемиология
М. П. Козлов и Г. В. Султанов (1993) приводят статистические данные на основе анализа публикаций с 1900 по 1997 год, согласно которым, на фоне снижения общего числа больных всеми формами чумы, в 1990—1997 году начался рост количества вспышек лёгочной формы инфекции.
В 1994 году лёгочная чума вновь вспыхнула в Индии, которая уже 30 лет считалась «свободной от чумы». Чума и на этот раз появилась нераспознанной — первыми тревогу подняли врачи ряда госпиталей города Сурат после того, как сразу пять больных, поступивших в госпиталь с пневмонией, умерли в течение первых суток пребывания в госпитале. Первые подозрения на чуму возникли лишь на третьи сутки, а лабораторное подтверждение диагноза поступило лишь ещё через три дня. Слух о появлении чумы мгновенно разнёсся по городу, возникла паника, полное число беженцев из города до установления карантина оценивается в 250—300 тыс. человек. В результате чуму разнесли по всей Индии — по данным Национального института инфекционных заболеваний (Дели) было зарегистрировано 811 серопозитивных больных в 5 штатах Индии, а один человек умер от чумы в Дели. Тем не менее даже в густонаселённой Индии эта вспышка чумы унесла всего 56 жизней, из которых 52 летальных исхода зарегистрированы в Сурате.